# Place de la Paix (Lyon)
Pour les articles homonymes, voir Place de la Paix.
La place de la Paix est une voie du quartier des Terreaux dans le 1er arrondissement de Lyon, en France.

## Situation et accès
Elle forme un rectangle qui débute place Tobie-Robatel, longe la rue de la Martinière, et se termine rue Terme. Une station vélo'vet un stationnement cyclable se trouvent sur cette place. On peut y voir un pilier de pierre qui est l'unique vestige du couvent des Grands Carmes.

## Origine du nom
L'origine du nom de cette place n'est pas attestée. Louis Maynard émet l'hypothèse qu'elle a pu être nommée ainsi en souvenir de la paix de Tilsit.

## Histoire
Les Grands Carmes arrivent à Lyon en 1291. En 1303, ils s'installent au faubourg Saint-Vincent, proche des murailles de la ville, et construisent, en 1495, une église de style gothique placée sous le vocable de Notre-Dame du Mont-Carmel. Les Génois l'adoptent comme lieu de prières. 
À la révolution française, les religieux sont chassés et les bâtiments vendus comme biens nationaux. L'ouverture de la rue est imposée à l'acquéreur de l'église. La place est située à l'endroit où se trouvait la nef septentrionale de l'église, l'abside étant au niveau de la rue Terme. 
Le nom « rue de la Paix » est attesté en 1810. Les immeubles de l'îlot de la Paix sont détruits en 1995 et une nouvelle place est créée ,; la rue de la Paix devenant un fragment de la place de la Paix.